# Puiseux-en-Bray
Puiseux-en-Bray ist eine französische Gemeinde mit 397 Einwohnern (Stand 1. Januar 2022) im Département Oise in der Region Hauts-de-France. Die Gemeinde liegt im Arrondissement Beauvais und ist Teil der Communauté de communes du Pays de Bray und des Kantons Grandvilliers.

## Geographie
Die Gemeinde liegt in der Landschaft Pays de Bray rund vier Kilometer südlich von Saint-Germer-de-Fly. Sie umfasst die Weiler Le But David und Le Fil.

## Einwohner
| 1962 | 1968 | 1975 | 1982 | 1990 | 1999 | 2006 | 2011 |
| ---- | ---- | ---- | ---- | ---- | ---- | ---- | ---- |
| 238  | 198  | 177  | 205  | 237  | 339  | 399  | 416  |

## Verwaltung
Bürgermeister (maire) ist seit 2014 Jean-François Moisan.

## Sehenswürdigkeiten
- Kirche Saint-Pierre-Saint-Paul[1]